# 口羽車站
34°53′4.61″N 132°40′15.84″E / 34.8846139°N 132.6710667°E
口羽車站（日语：／ Kuchiba eki */?）曾是屬於西日本旅客鐵道（JR西日本）三江線的鐵路車站，位於島根縣邑智郡邑南町。此站的所在地之地名「口羽」原自於出羽川下游出口。三江線活化協議會將此站暱稱命名為「神降」（神降し），取自島根縣西部與廣島縣西北部流傳的傳統神樂——石見神樂。

## 歷史
- 1963年（昭和38年）6月30日 - 日本國有鐵道三江南線從式敷車站延伸至此站，車站開始營業。
- 1975年（昭和50年）8月31日 - 此站與三江北線的濱原車站之間銜接路段完工通車，南北兩線合併為三江線，成為三江線的車站。
- 1987年（昭和62年）4月1日 - 隨著國鐵分割民營化，成為西日本旅客鐵道所管轄的車站。
- 2001年3月3日 - 在此站折返的夜間班次廢止，來往三次車站間班次一天有5班。
- 2018年
  - 3月17日 - 因應廢線前大量的搭乘人潮，JR西日本修改時刻表，將原本在口羽站折返的其中一個班次改為全線行駛。
  - 4月1日 - 因三江線全線停駛廢線，隨之停止營運而廢站。

## 車站構造

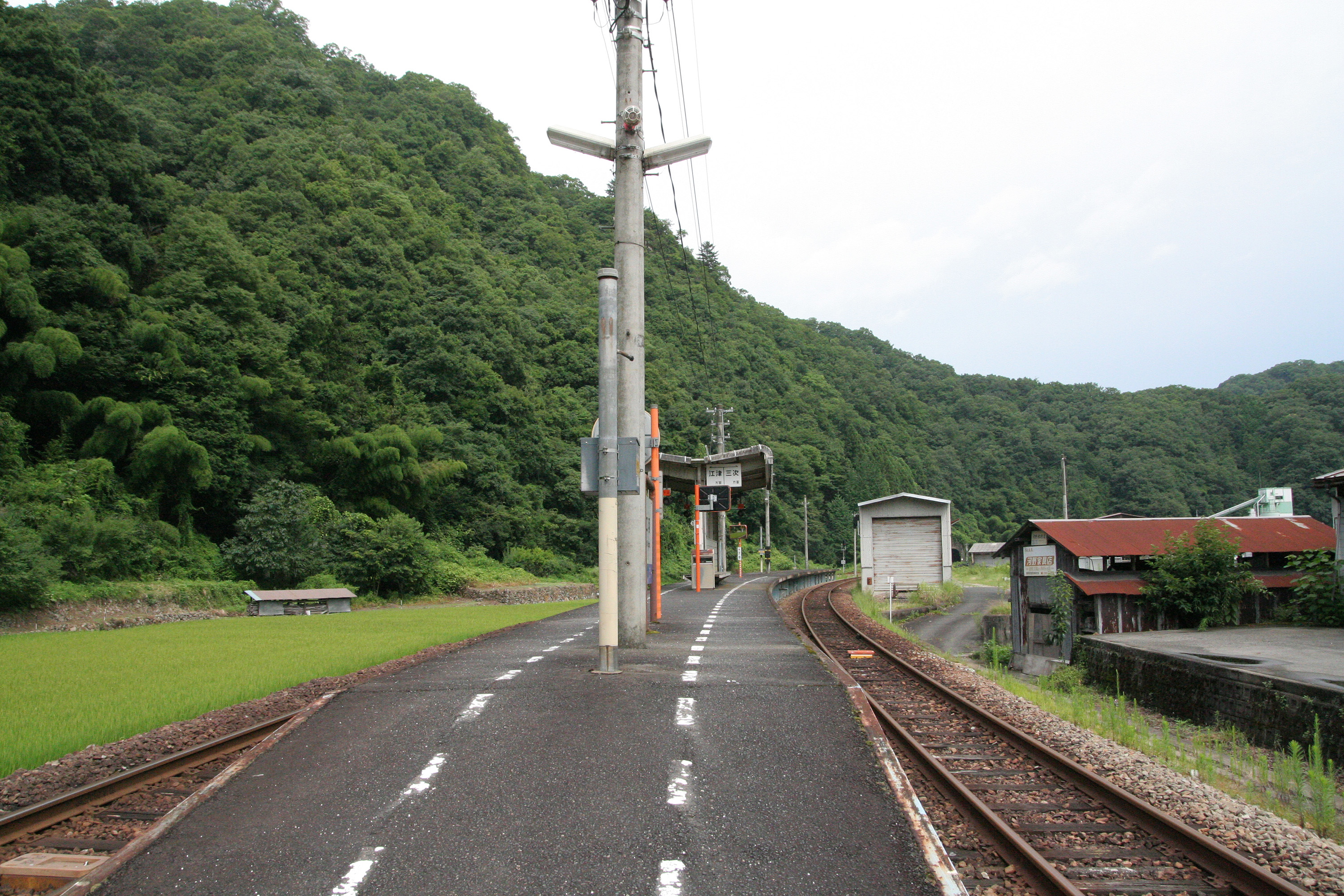
站場（2008年7月27日）

此站為地面車站，設有兩股軌道與島式月台一座，可交會列車。站房左側為島根縣道、廣島縣道七號濱田作木線的高架橋，未裝設自動售票機等設備。
車站站外的公路旁設有島根縣選出的日本眾議院議員大橋武夫於1975年所題字的三江線全線通車紀念碑。

### 月台
| 月台 | 路線   | 方向 | 開往         | 備註                |
| ---- | ------ | ---- | ------------ | ------------------- |
| 1    | 三江線 | 下行 | 往三次       | 折返列車使用第2月台 |
| 2    | 三江線 | 上行 | 往濱原、江津 |                     |

## 使用狀況
根據島根縣的統計資料與《三江線沿線地域公共交通網形成計劃》所記載之每日平均乘客人數如下：
| 乘車人數推移 | 乘車人數推移 |
| 年度         | 1日平均人數  |
| ------------ | ------------ |
| 1984         | 68           |
| 1994         | 41           |
| 1999         | 30           |
| 2000         | 24           |
| 2001         | 16           |
| 2002         | 15           |
| 2003         | 15           |
| 2004         | 13           |
| 2005         | 11           |
| 2006         | 7            |
| 2007         | 5            |
| 2008         | 6            |
| 2009         | 4            |
| 2010         | 4            |
| 2011         | 2            |
| 2012         | 4            |
| 2013         | 2            |
| 2014         | 3            |
| 2015         | 3            |

## 相鄰車站
西日本旅客鐵道（JR西日本）
 三江線
伊賀和志－口羽－江平

## 外部連結
- （日語）JR西日本（口羽駅）（页面存档备份，存于）
- （日語）ぶらり三江線WEB：口羽 - 三江線改良利用促進期成同盟会・三江線活性化協議会。